# Thiago Martins Bueno
Thiago Martins Bueno (São João Evangelista, 17 marzo 1995) è un calciatore brasiliano, difensore del New York City.

## Caratteristiche tecniche
È un difensore centrale.

## Carriera

### Club
Ha esordito il 30 novembre 2013 con la maglia del Palmeiras in un match pareggiato perso 1-0 contro la Chapecoense.

## Statistiche

### Presenze e reti nei club
Statistiche aggiornate al 24 dicembre 2017.
| Stagione                  | Squadra                   | Campionato                | Campionato | Campionato | Coppe nazionali | Coppe nazionali | Coppe nazionali | Coppe continentali | Coppe continentali | Coppe continentali | Altre coppe | Altre coppe | Altre coppe | Totale | Totale | Totale |
| Stagione                  | Squadra                   | Comp                      | Pres       | Reti       | Comp            | Pres            | Reti            | Comp               | Pres               | Reti               | Comp        | Pres        | Reti        | Pres   | Reti   |        |
| ------------------------- | ------------------------- | ------------------------- | ---------- | ---------- | --------------- | --------------- | --------------- | ------------------ | ------------------ | ------------------ | ----------- | ----------- | ----------- | ------ | ------ | ------ |
| 2013                      | Palmeiras                 | B+A1/SP                   | 1+0        | 0          | CB              | 0               | 0               |                    | -                  | -                  |             | -           | -           | 1      | 0      |        |
| 2014                      | Palmeiras                 | A+A1/SP                   | 0          | 0          | CB              | 0               | 0               |                    | -                  | -                  |             | -           | -           | 0      | 0      |        |
| 2015                      | Paysandu                  | B+PAE                     | 29+0       | 2+0        | CB              | 6               | 0               |                    | -                  | -                  |             | -           | -           | 37     | 2      |        |
| 2016                      | Palmeiras                 | A+A1/SP                   | 17+8       | 2+1        | CB              | 2               | 1               | CL                 | 4                  | 0                  |             | -           | -           | 31     | 4      |        |
| 2017                      | Bahia                     | A+BAI                     | 11+0       | 0          | CB              | 0               | 0               |                    | -                  | -                  |             | -           | -           | 11     | 0      |        |
| 2018                      | Palmeiras                 | A+A1/SP                   | 7+17       | 0          | CB              | 0               | 0               | CL                 | 4                  | 1                  |             | -           | -           | 28     | 1      |        |
| Totale Palmeiras          | Totale Palmeiras          | Totale Palmeiras          | 25+25      | 2+1        |                 | 2               | 1               |                    | 8                  | 1                  |             | -           | -           | 60     | 5      |        |
| 2018                      | Yokohama F·Marinos        | J1                        | 13         | 0          | CI+CdL          | 0+4             | 0+0             |                    | -                  | -                  |             | -           | -           | 17     | 0      |        |
| 2019                      | Yokohama F·Marinos        | J1                        | 33         | 0          | CI+CdL          | 0+1             | 0+0             |                    | -                  | -                  |             | -           | -           | 34     | 0      |        |
| 2020                      | Yokohama F·Marinos        | J1                        | 21         | 1          | CI+CdL          | 0+2             | 0+0             | ACL                | 5                  | 0                  | SG          | 1           | 0           | 29     | 1      |        |
| 2021                      | Yokohama F·Marinos        | J1                        | 32         | 0          | CI+CdL          | 1+4             | 0+0             |                    | -                  | -                  |             | -           | -           | 37     | 0      |        |
| Totale Yokohama F·Marinos | Totale Yokohama F·Marinos | Totale Yokohama F·Marinos | 99         | 1          |                 | 12              | 0               |                    | 5                  | 0                  |             | 1           | 0           | 117    | 1      |        |
| 2022                      | New York City             | MLS                       | 26+3       | 0          | USOC            | 1               | 0               | CCL                | 5                  | 0                  | CC          | 1           | 0           | 36     | 0      |        |
| 2023                      | New York City             | MLS                       | 26         | 0          | USOC            | 1               | 0               |                    | -                  | -                  | LC          | 3           | 0           | 30     | 0      |        |
| 2024                      | New York City             | MLS                       | 22         | 0          | USOC            | 0               | 0               |                    | -                  | -                  | LC          | 0           | 0           | 22     | 0      |        |
| Totale new York City      | Totale new York City      | Totale new York City      | 74+3       | 0          |                 | 2               | 0               |                    | 5                  | 0                  |             | 4           | 0           | 88     | 0      |        |
| Totale carriera           | Totale carriera           | Totale carriera           | 266        | 6          |                 | 22              | 1               |                    | 18                 | 1                  |             | 5           | 0           | 311    | 8      |        |

## Palmarès

### Club

#### Competizioni nazionali
- Campionato brasiliano di seconda divisione: 1

Palmeiras: 2013
- Campionato brasiliano: 1

Palmeiras: 2016
- Campionato giapponese: 1

Yokohama F·Marinos: 2019

#### Altre competizioni
- Campeones Cup: 1

New York City: 2022